# متروی بارسلون
متروی بارسلون (انگلیسی: Barcelona Metro) سیستم قطار شهری زیرزمینی در شهر بارسلون، اسپانیا است.
این مترو در سال ۱۹۲۴ تأسیس شده و دارای ۱۲ خط، ۱۸۰ ایستگاه و ۱۴۴٫۳ کیلومتر طول می‌باشد.

نقشه متروی بارسلون

## نگارخانه

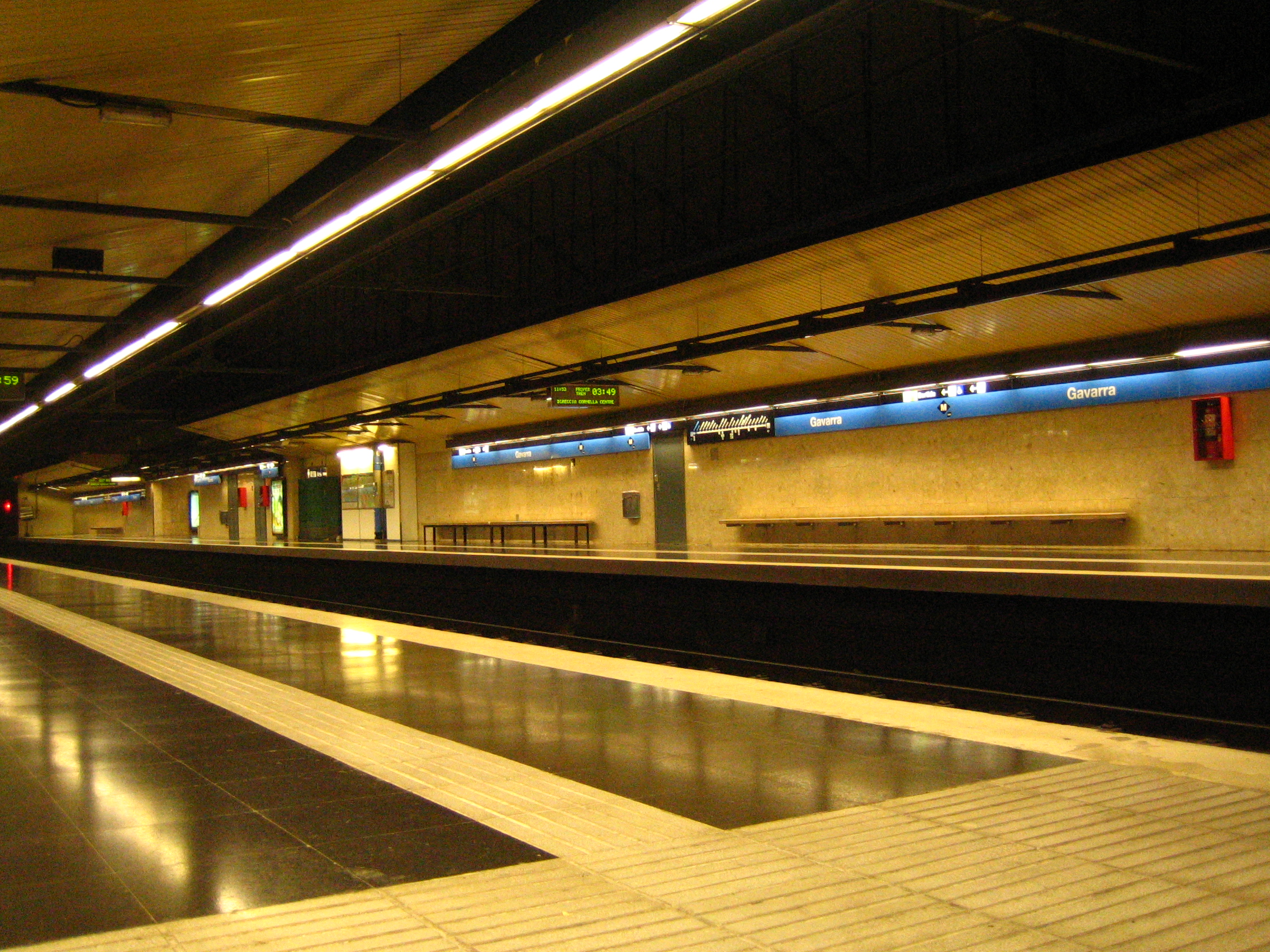
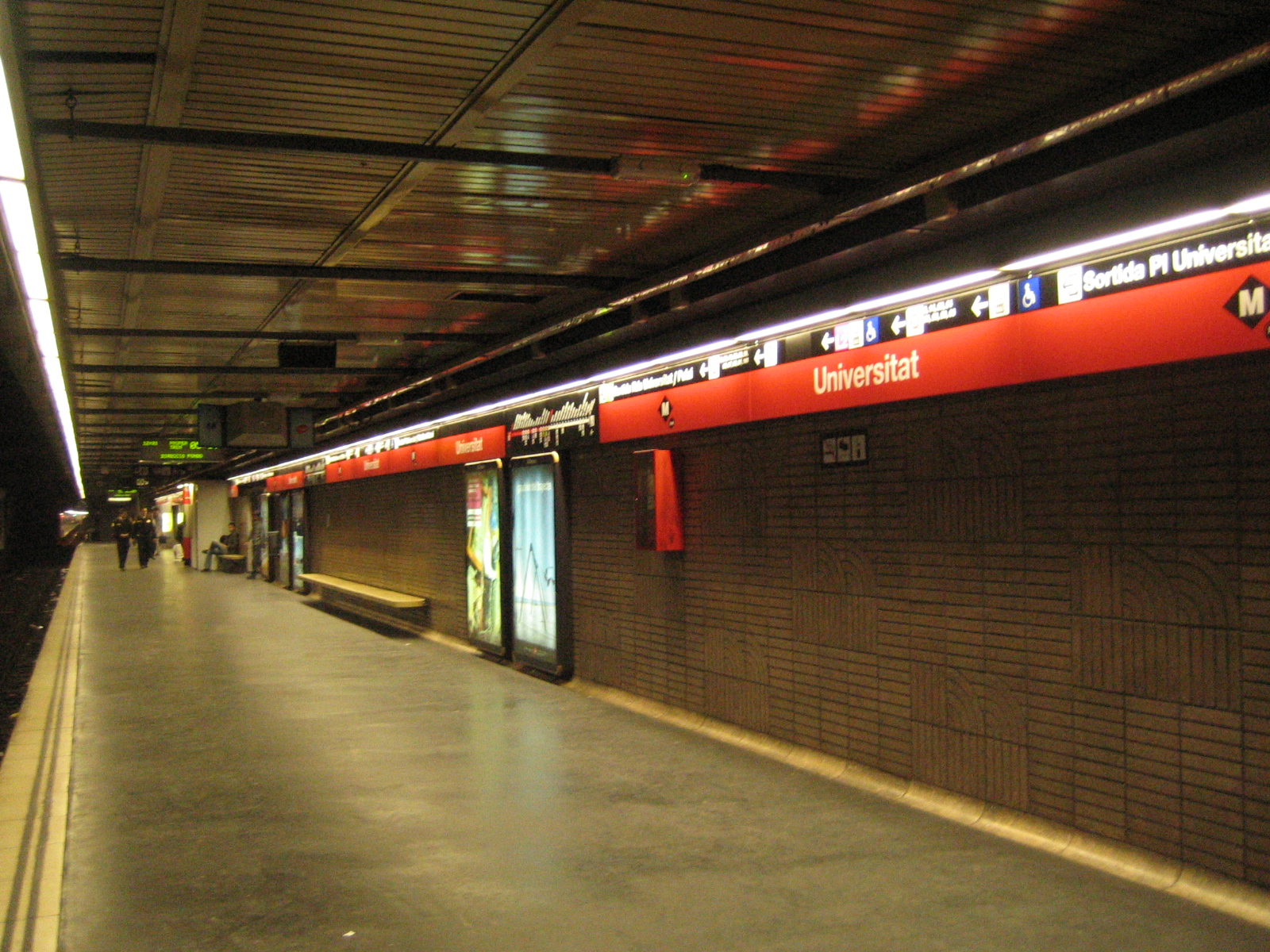
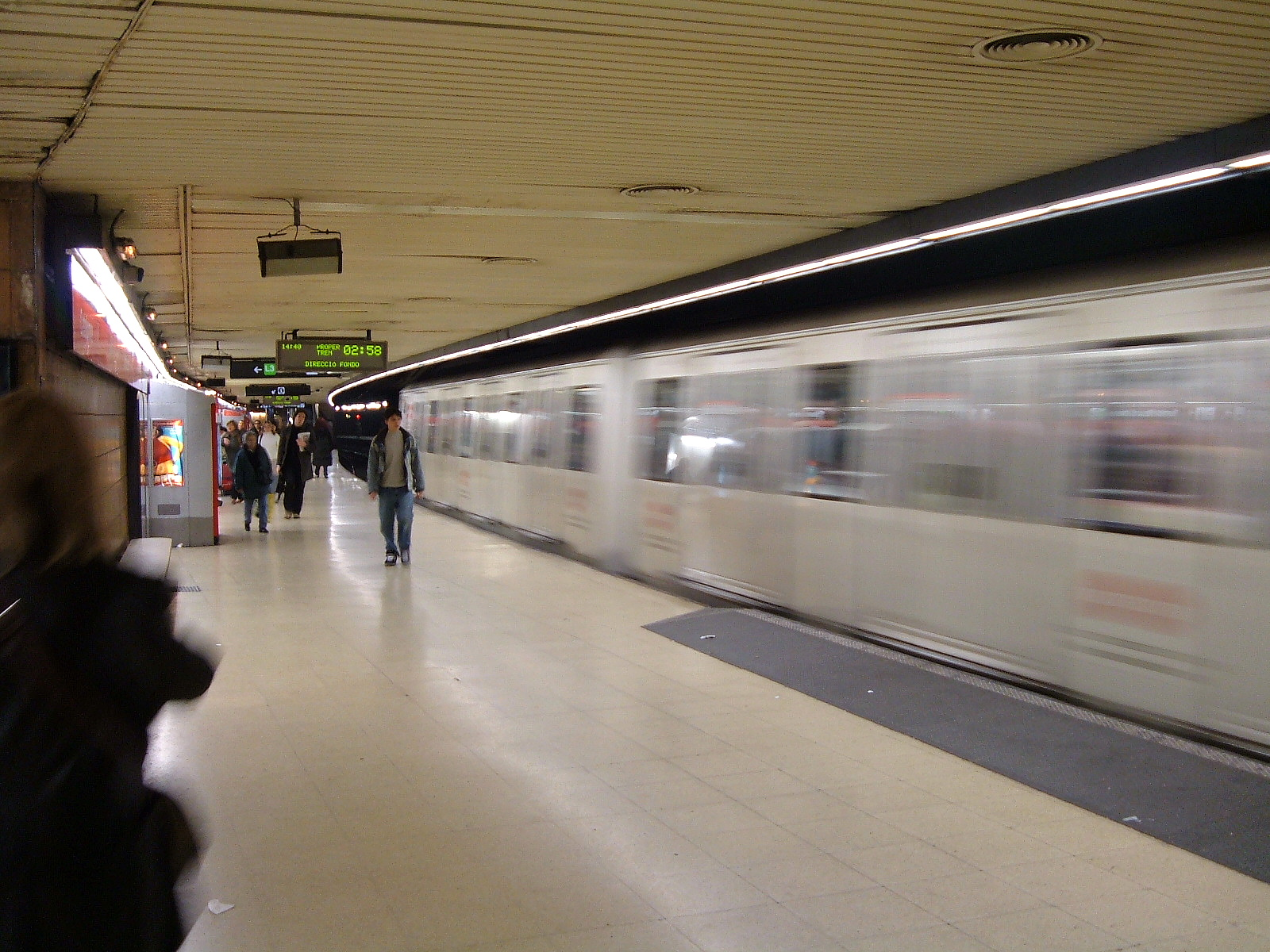
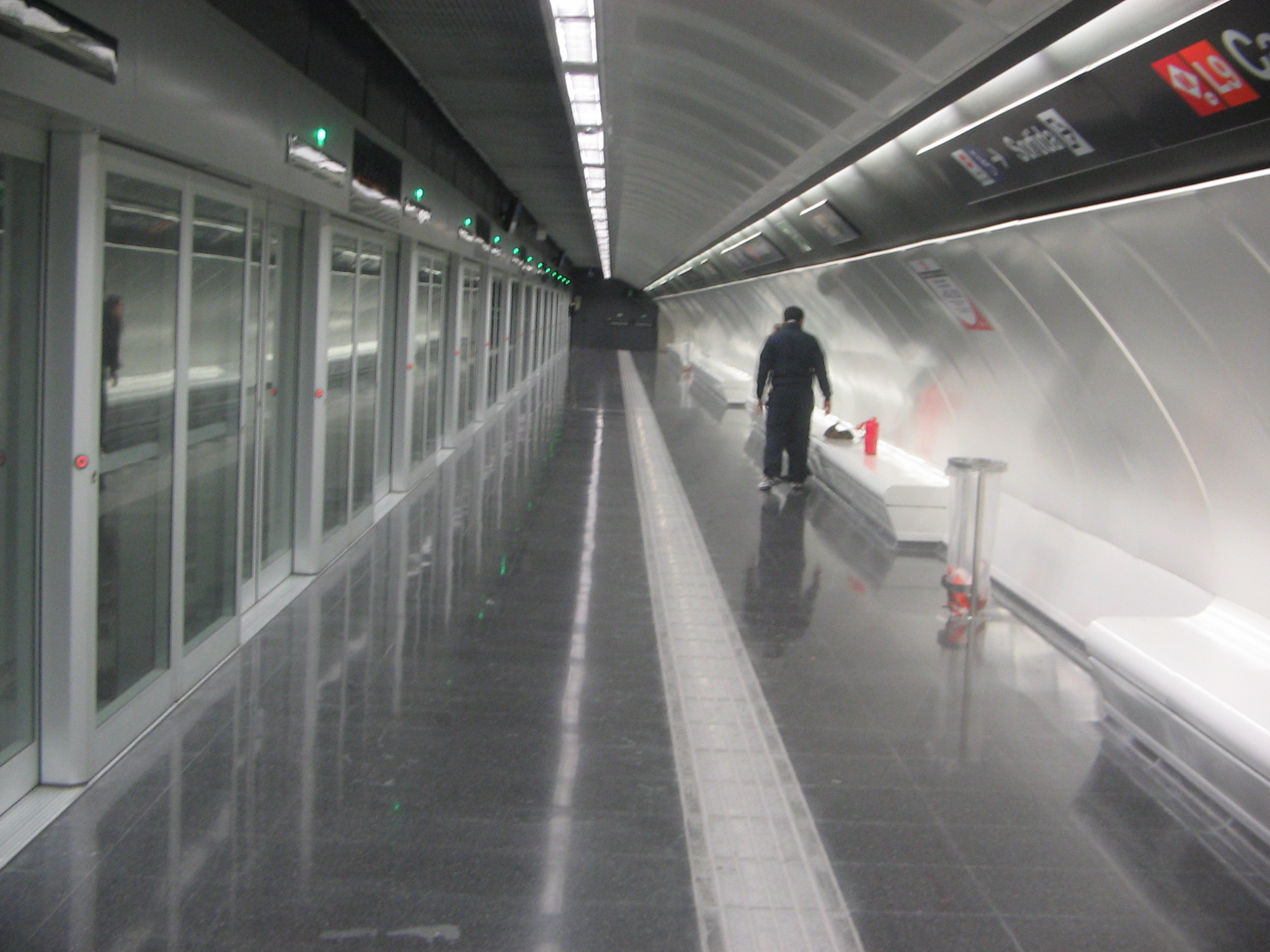
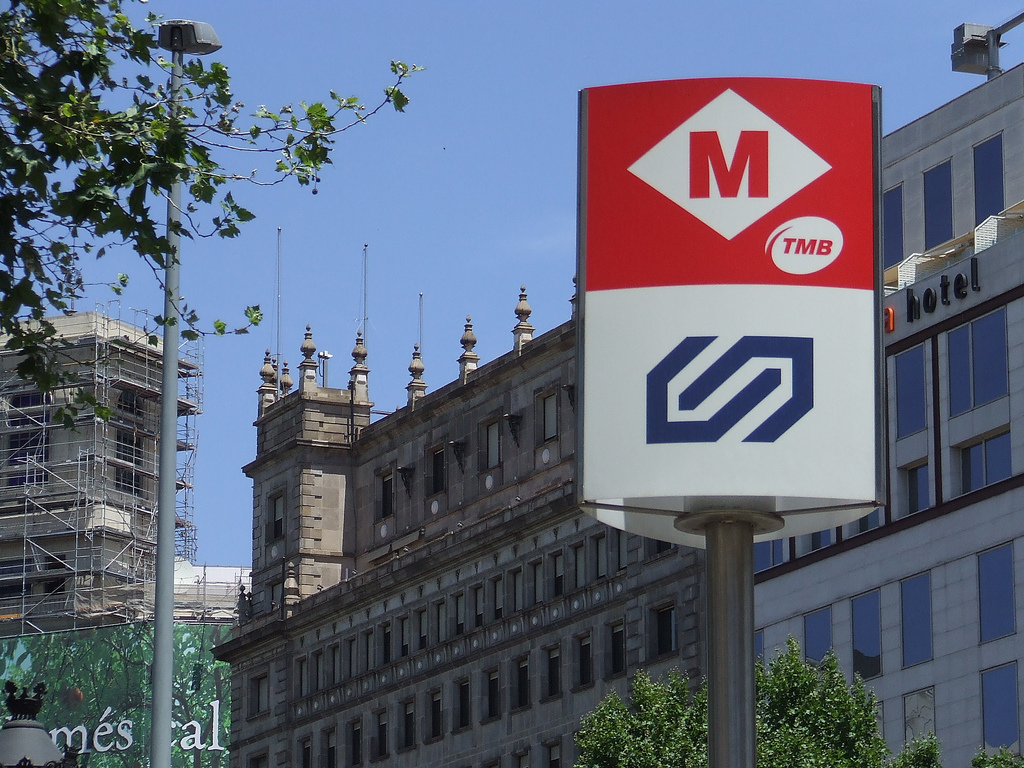
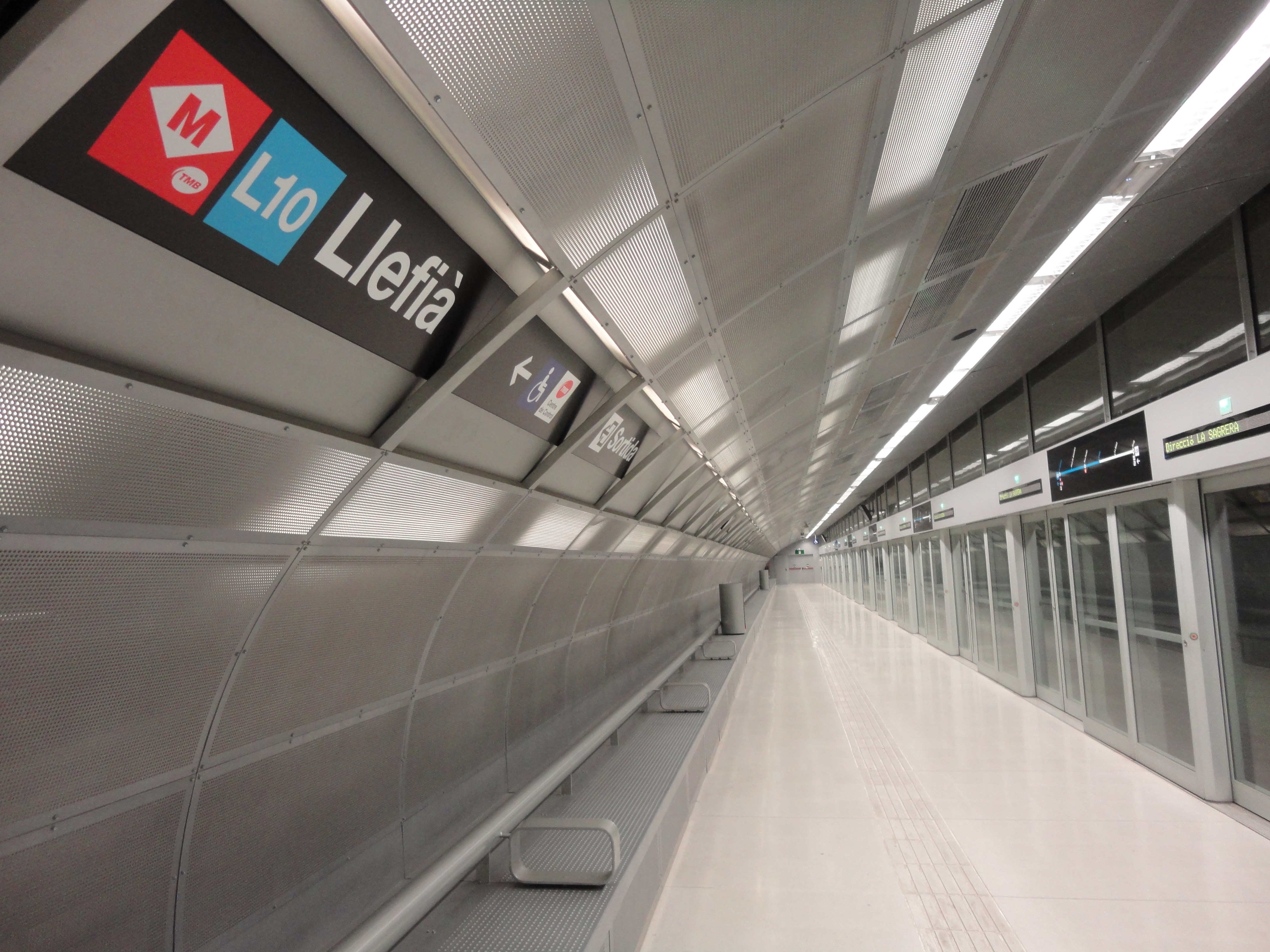
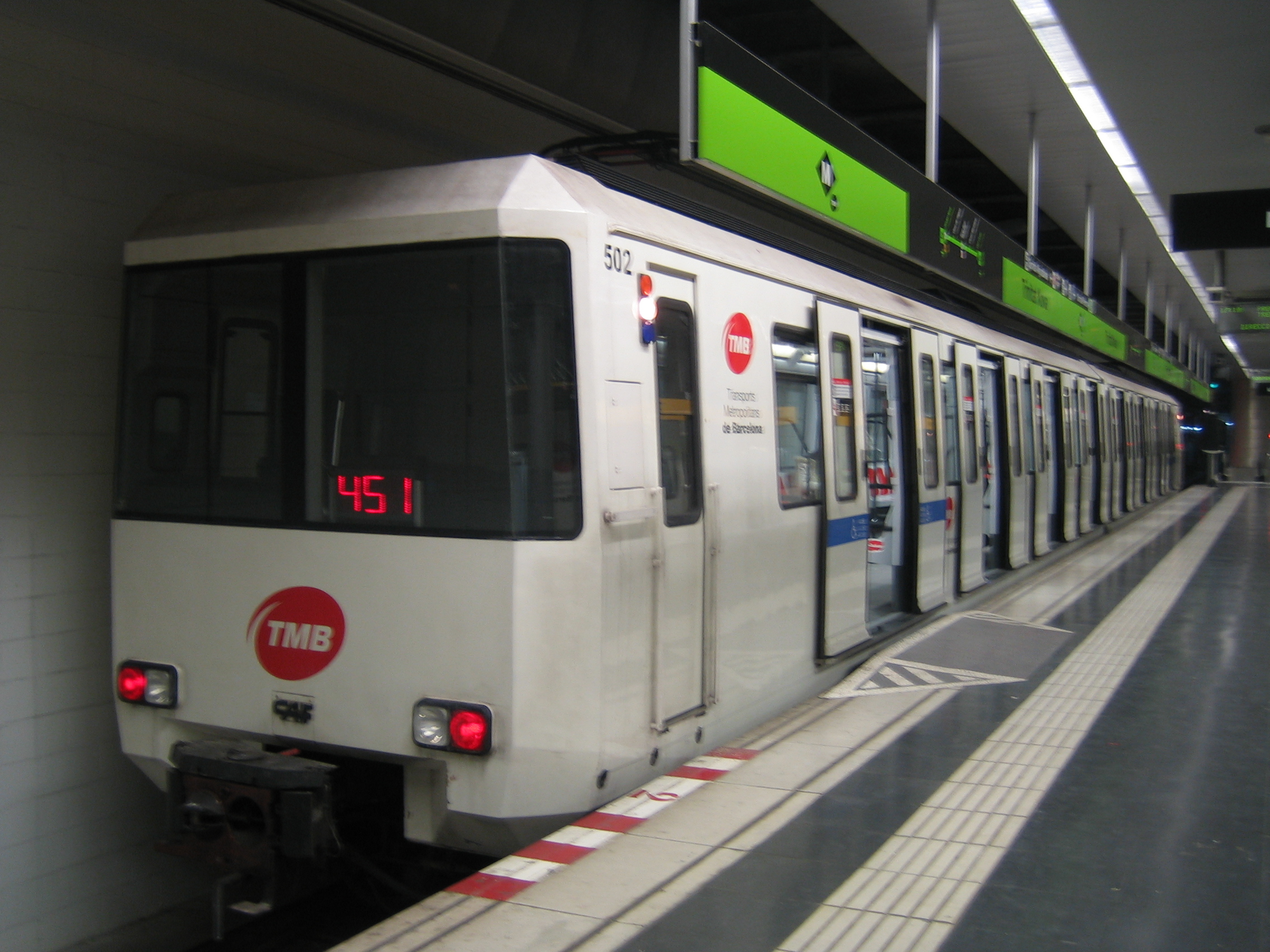
Series 500
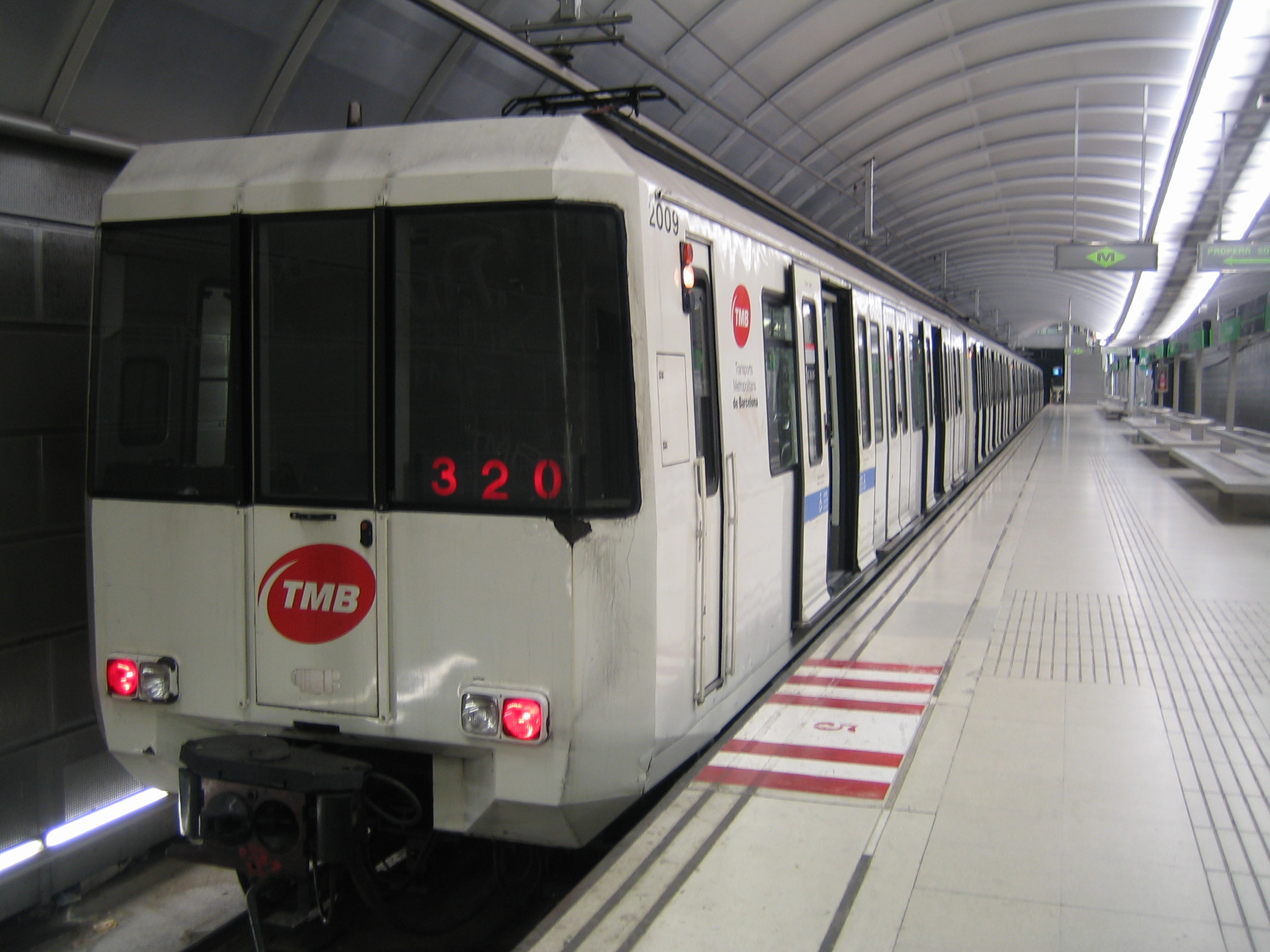
Series 2000
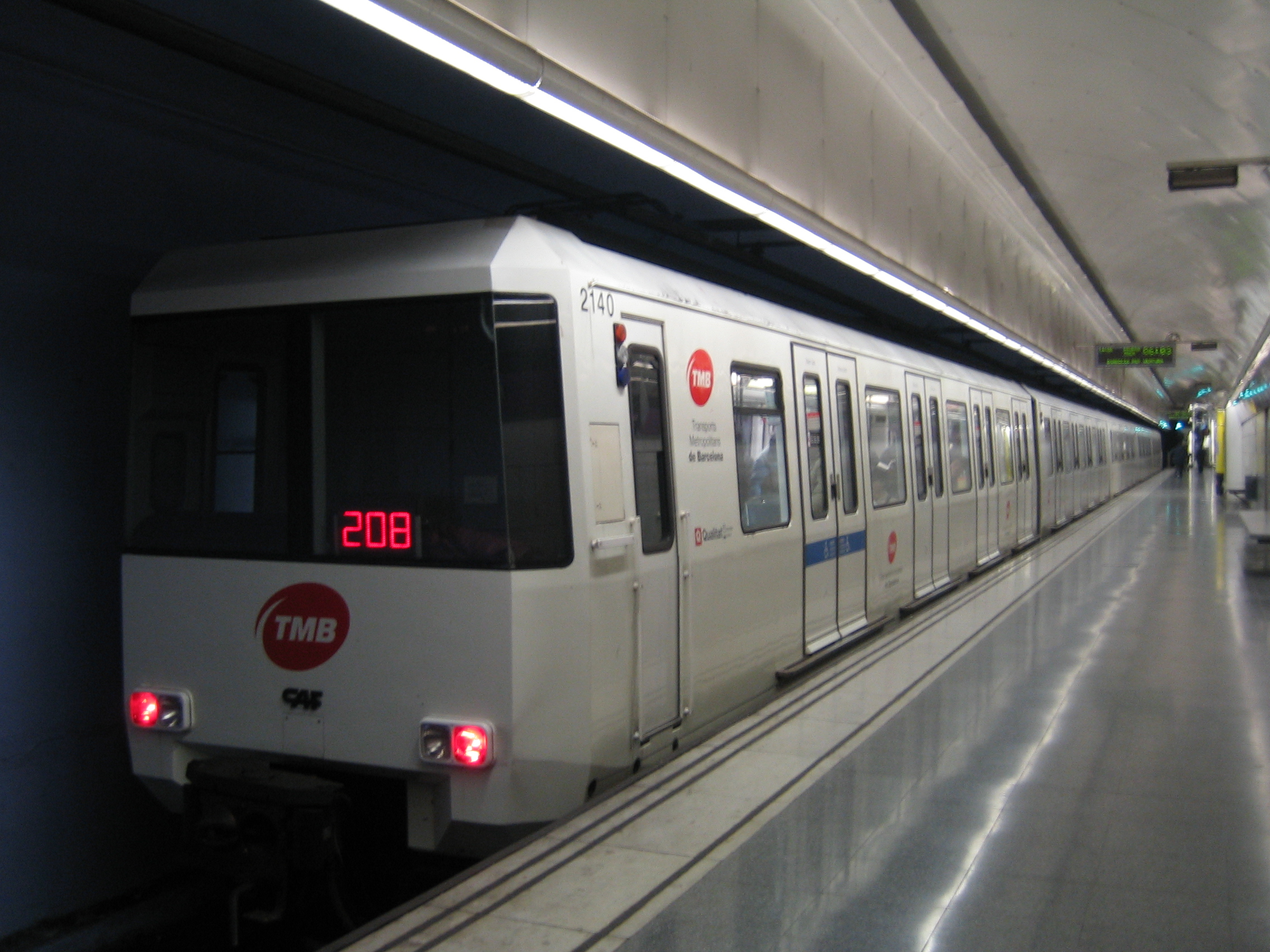
Series 2100
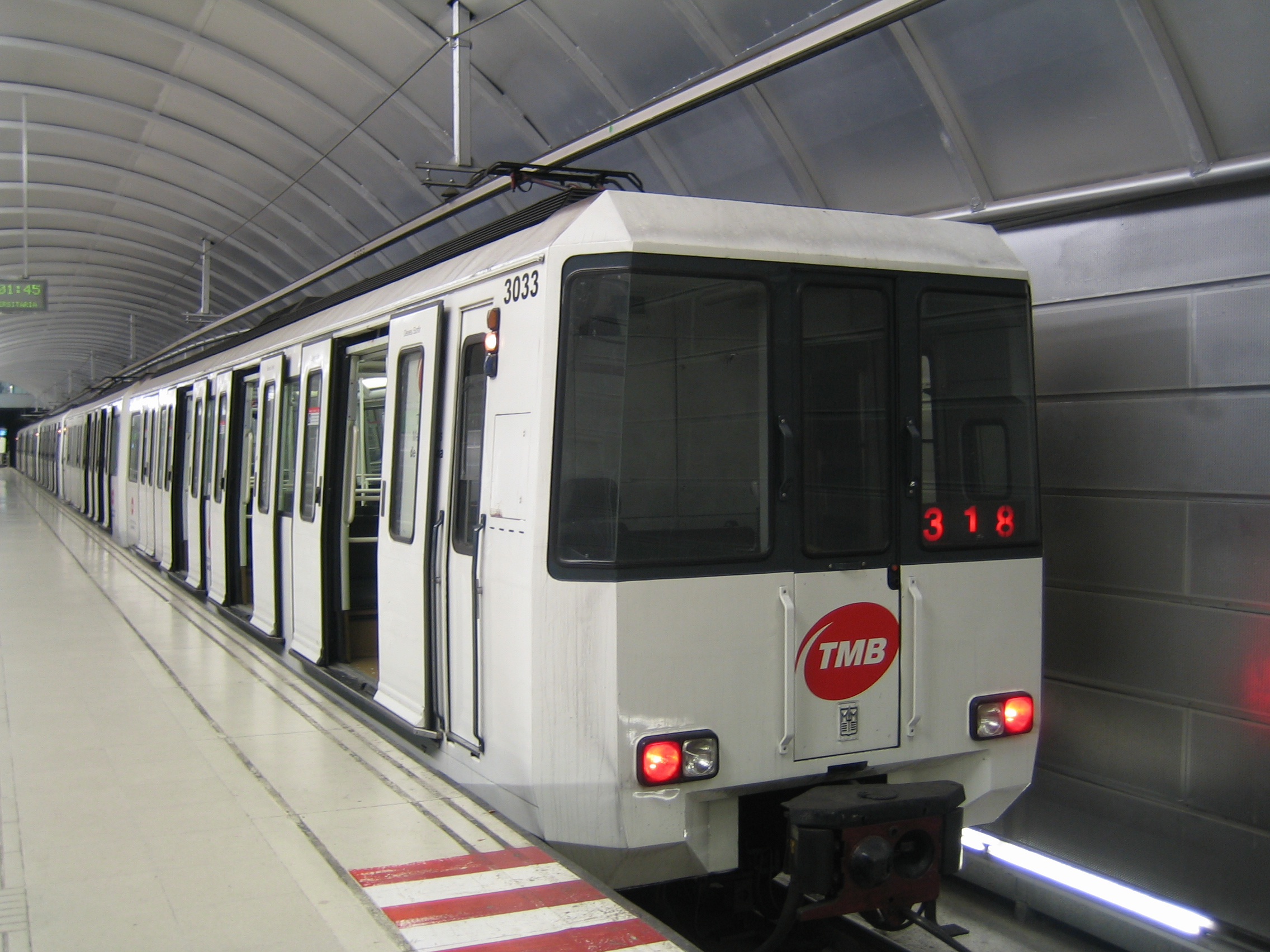
Series 3000
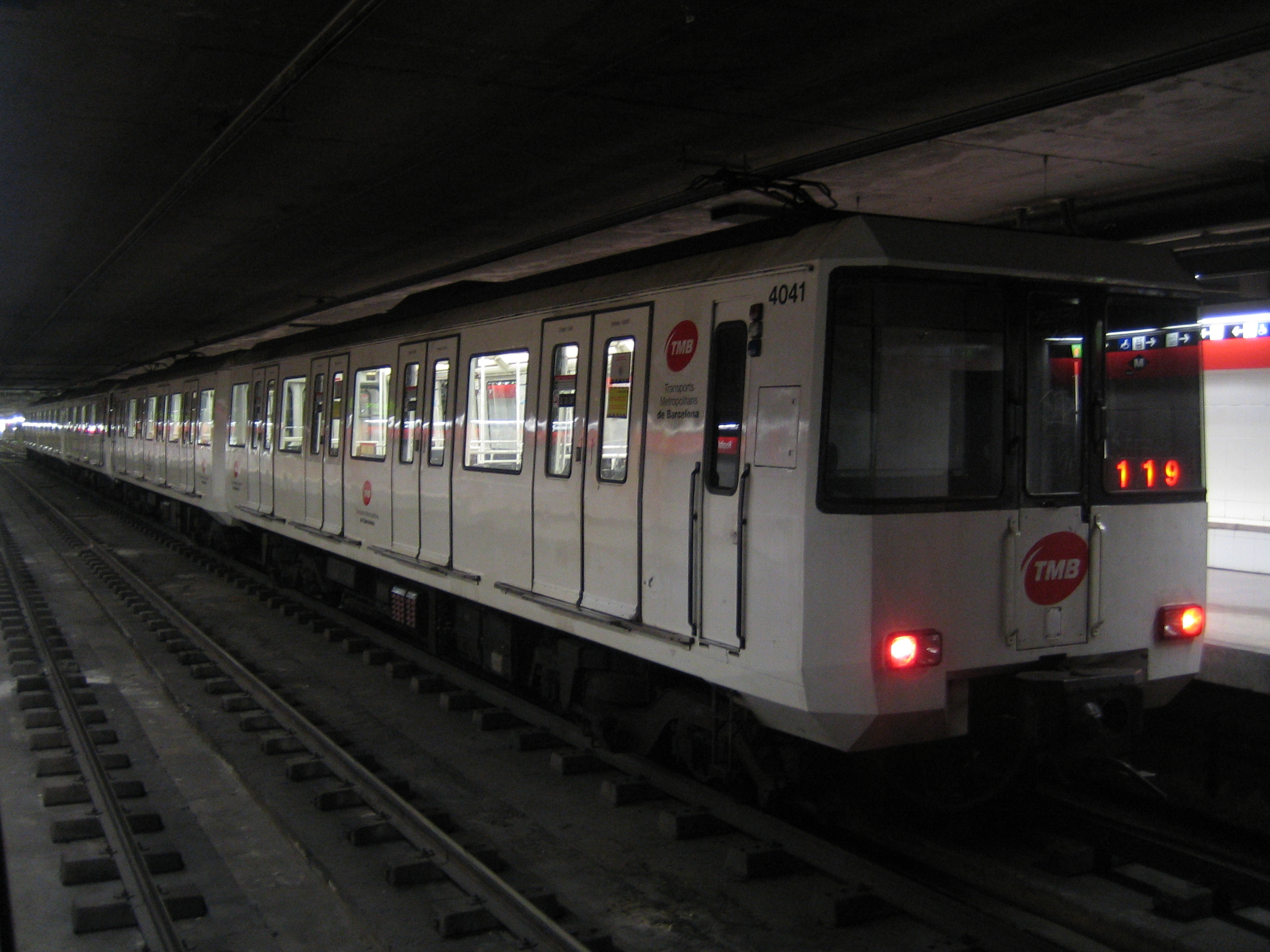
Series 4000
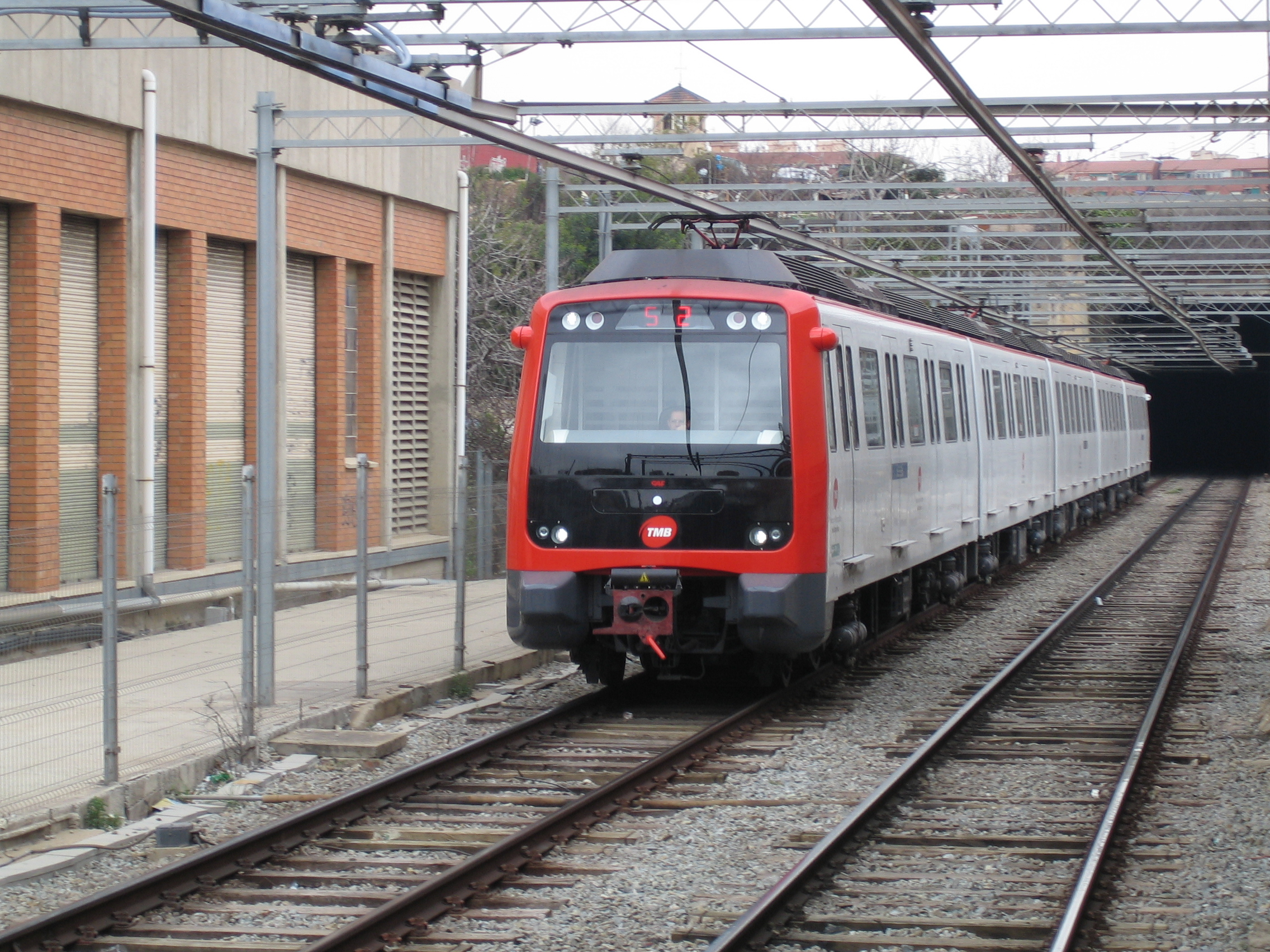
Series 5000
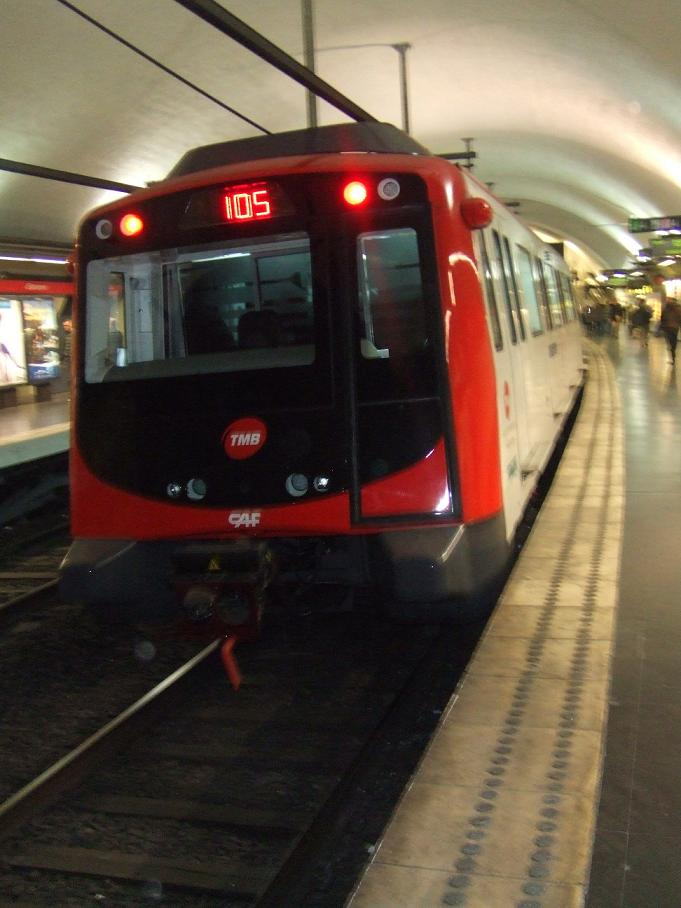
Series 6000
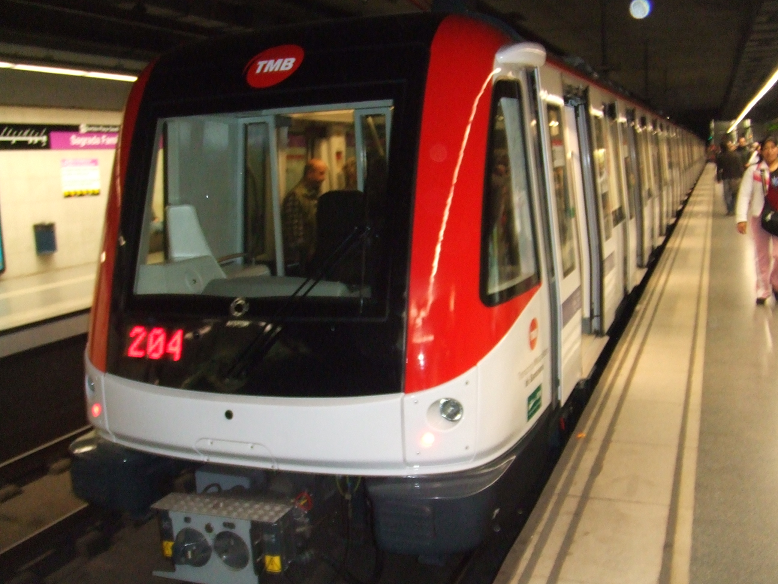
Series 9000
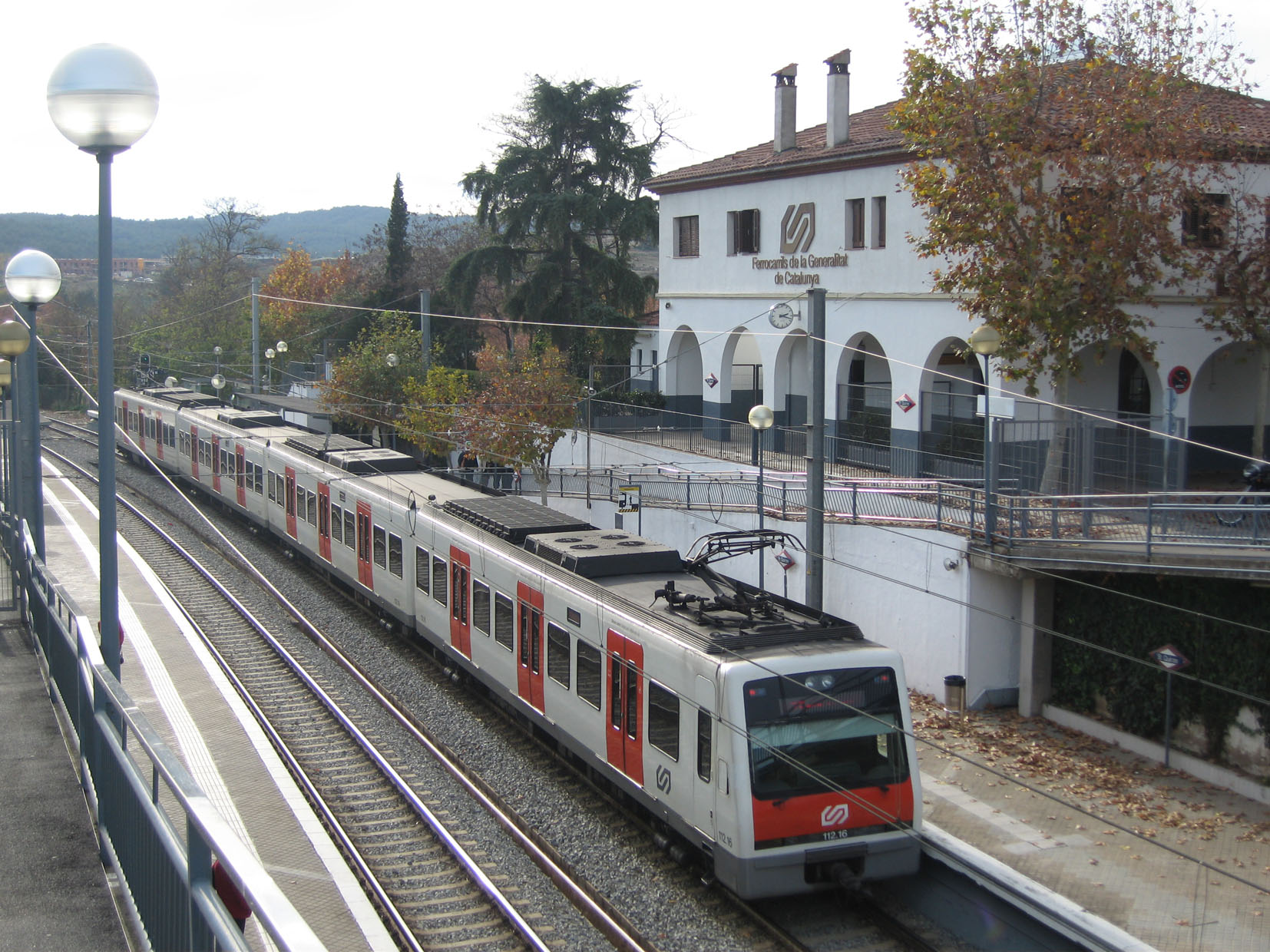
Series 112
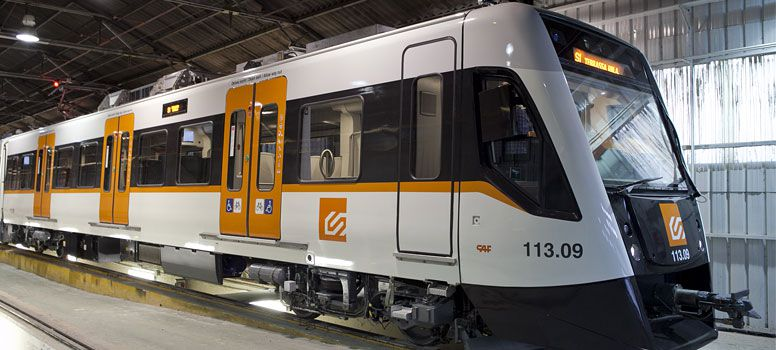
Series 113 (4 cars) and 114 (3 cars)
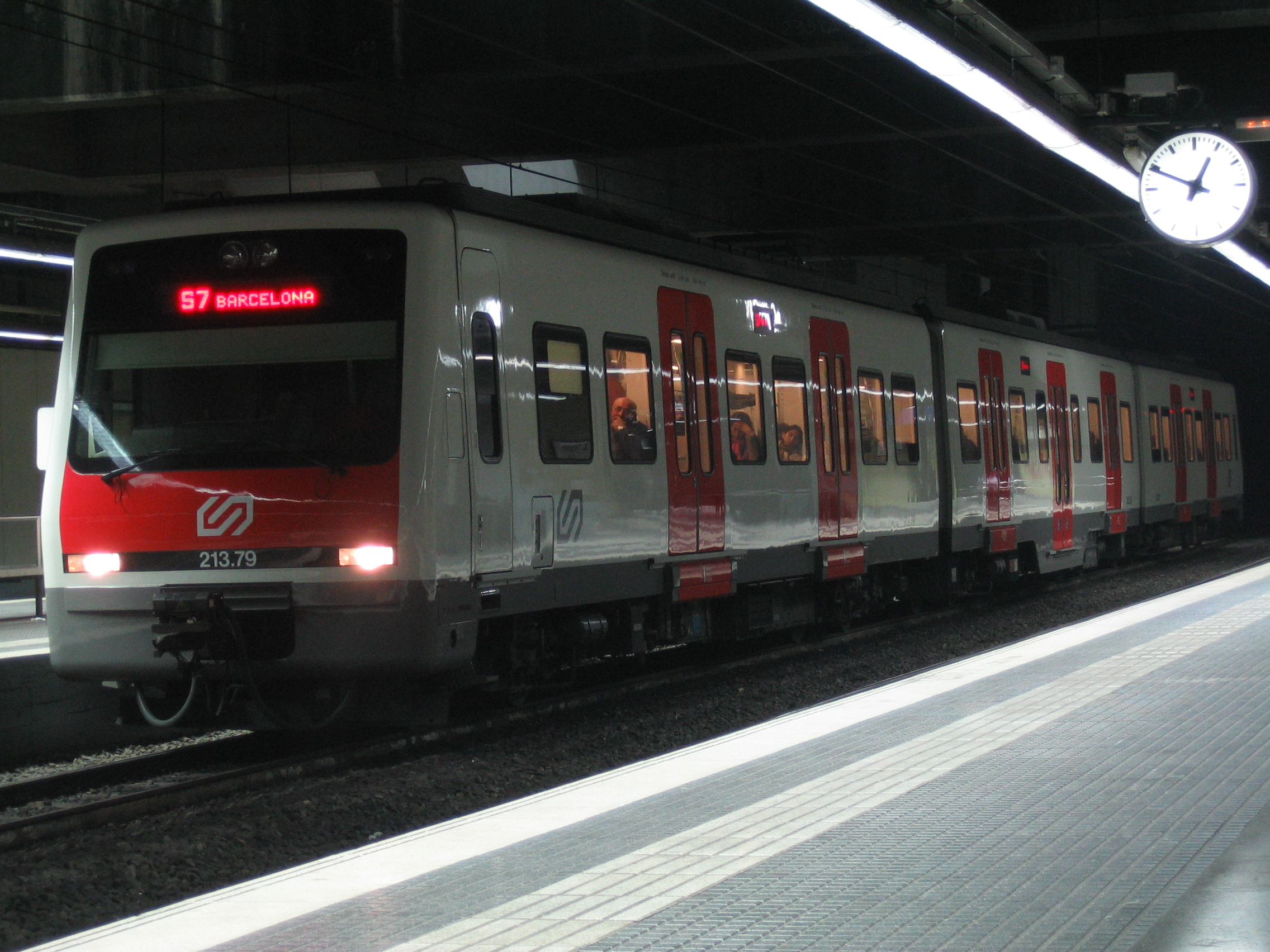
Series 213